# Hugh de Stafford, II conte di Stafford
Hugh de Stafford II conte di Stafford (1344 circa – Rodi, 16 ottobre 1386) è stato un nobile britannico.
Hugh de Stafford nacque attorno al 1344, secondo, e ultimo, figlio maschio di Ralph Stafford, I conte di Stafford Margaret de Audley, II baronessa di Audley (1318 circa-fra il 1347 e il 1351). Suo fratello maggiore era stato promesso in matrimonio a Maud, contessa di Leicester (4 aprile 1339-10 aprile 1362), figlia di Enrico Plantageneto e di Isabella di Beaumont (1320 circa-1361). Il matrimonio ebbe luogo nel 1344 con l'intesa che Ralph avrebbe ampliato il patrimonio terriero di famiglia unendo a quelle degli Stafford le proprietà dei Lancaster.
Ralph morì nei primi mesi del 1347 e Hugh divenne l'erede dell'intera fortuna, nel 1358 Hugh divenne III barone di Audley e l'anno seguente si unì al padre nella spedizione militare che venne compiuta in Francia andando al seguito di Edoardo il Principe Nero.
Hugh passò molti anni in servizio militare prima di tornare in patria ed essere convocato in Parlamento nel 1371 col titolo dapprima di Lord Stafford e, dal 1372, come Conte di Stafford, titolo che gli venne conferito il 31 agosto di quell'anno.
Egli fu membro di diverse commissioni regie come quelle deputate alla difesa delle coste o agli affari scozzesi, Hugh faceva anche parte del comitato di nobili che conferiva regolarmente con la Camera dei comuni.
Attorno al 1º marzo 1350 Hugh si sposò con Philippa de Beauchamp (1344-6 aprile 1386), figlia di Thomas de Beauchamp, XI conte di Warwick e Katherine Mortimer, di due ebbero:
- Sir Ralph de Stafford (1354-1385), venne ucciso dal fratellastro di Riccardo II d'Inghilterra, John Holland, I duca di Exeter in una colluttazione durante una spedizione contro gli scozzesi
- Margaret de Stafford (1364 circa-9 giugno 1396) che andò in moglie a Ralph Neville, I conte di Westmorland
- Thomas de Stafford, III conte di Stafford (1368 circa-4 luglio 1392), sposò Anna di Gloucester (30 aprile 1383-16 ottobre 1483), figlia di Tommaso Plantageneto, I duca di Gloucester. Data la giovane età della sposa il matrimonio non venne mai consumato
- William Stafford, IV conte di Stafford (21 settembre 1375-6 aprile 1395)
- Katherine de Stafford (1376 circa-8 aprile 1419)
- Edmund de Stafford, V conte di Stafford (2 marzo 1378-21 luglio 1403), sposò Anne di Gloucester, la vedova di suo fratello ed insieme ebbero Humphrey Stafford, I duca di Buckingham
- Joan de Stafford (1378 circa-1º ottobre 1442)

Philippa, la moglie di Hugh, morì all'inizio del 1386 e questo, unito alla recente perdita del figlio lo spinse a intraprendere una serie di pellegrinaggi. Hugh salpò quindi alla volta di Gerusalemme, ma riuscì ad arrivare solo a Rodi dove morì presso l'ospedale dei cavalieri di San Giovanni. Le sue ossa tornarono in patria per essere sepolte presso il priorato di Stone, vicino alla moglie.